# 台灣LGBT權益
中華民國（臺灣）被視為亞洲女同性戀、男同性戀、雙性戀權益方面最進步的國家。男女同性性行為在臺灣合法，中華民國刑法的刑事罪從未包含同性性行為，而在2009年美國對臺灣的各國人權報告中，社運人士表示臺灣很少發生基於性傾向的暴力行為，警方對同志酒吧施壓的情況也逐漸下降。臺灣的法律承認同性婚姻和共同收養子女。司法院大法官於2017年5月24日作出釋字第748號解釋，宣告政府應保障同性伴侶婚姻自由之平等保護，2019年5月17日，《司法院釋字第七四八號解釋施行法》三讀通過，於5月24日生效，使臺灣成為亞洲第一個全國承認同性婚姻的國家。2023年5月16日修正法律，開放同性伴侶共同收養子女。
臺灣在跨性別權益方面較為保守，跨性別變更法定性別延續自1988年來的規定，要求取得兩張精神科診斷證明書並完成變性手術，2008年起又放寬了完成手術的部份條件。不過，自2021年後，已有部份法院判例，認定可用完成手術以外的其他方式變更法定性別。
反歧視法方面，臺灣在2004年制定了《性別平等教育法》，在2007年修訂《性別平等工作法》和《就業服務法》，保障教育和工作領域不得有性別（包括性別認同）、性傾向之差別待遇。2011年《性別平等教育法》修正條文中實施性別平等教育，以教育方式教導尊重多元性別（指性別除生理性別外，還包括性傾向、性別特質、性別認同）差異，消除性別歧視，促進性別地位實質平等。2015年制定《長期照顧服務法》規定長期照顧服務之提供，不得因服務對象之性別、性傾向、性別認同而有差別待遇之歧視行為。
唐鳳為臺灣首位跨性別行政院政務委員和部長（數位發展部），也是世界首位擔任部長級官員的跨性別閣員。臺灣曾任或現任的公開同性戀或雙性戀民選民意代表，有苗博雅、邱威傑、唐聖捷、黃捷、林穎孟。

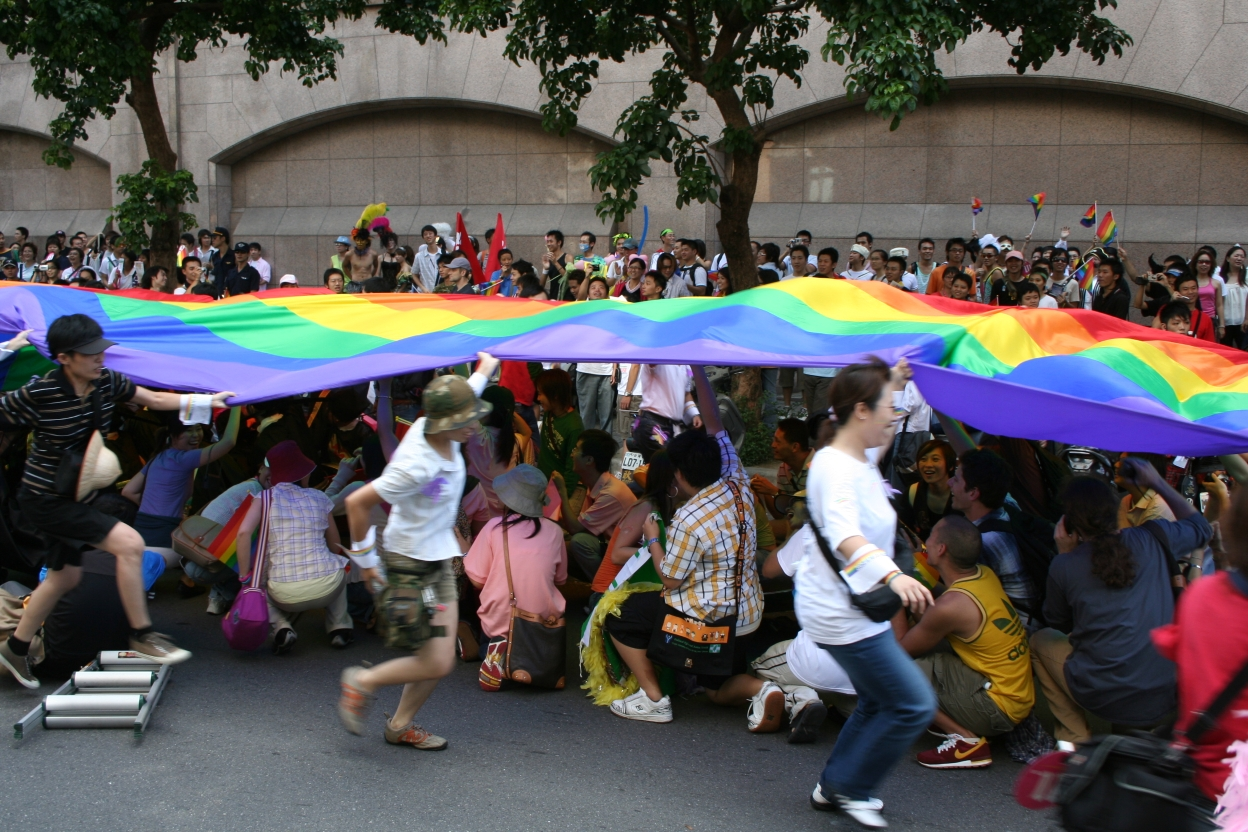
中華民國94年（西元2005年）臺灣同志遊行

臺灣首屆同志遊行於2003年在台北舉行。 2015年，該遊行有80,000名參與者參加，為亞洲僅次於以色列特拉維夫第二大的LGBT活動，許多人因此將臺灣視為亞洲最自由的國家之一。 到2019年，據說參加人數達到17萬人。目前，臺灣同志遊行在每年十月最後一週星期六在臺北市舉辦。另外在高雄市、臺南市、臺中市、花蓮縣等地，也辦過或持續舉辦同志遊行，新竹市等地則辦有彩虹文化祭。首屆跨性別遊行於2019年在臺北市舉辦。

## 同性性行為合法性
中華民國沒有任何關於同性性行為的法律，不像其他西方國家經歷過除罪化的過程。在臺灣，成人、非商業、合意一致的同性性行為是合法的。台灣在最低合法性行為年齡上，同意年齡均為16歲，在性別或性傾向上沒有特別規定。
《中華民國刑法》中，對「同性性行為」沒有特別規定。其第10條規定之「非基於正當目的所為之下列性侵入行為」，指以性器或他物，進入他人之性器、肛門或口腔。無論異性性行為或同性性行為，只要不符合「合意一致」原則，皆為違法。

## 憲法權利與人權
《中華民國憲法》未明確提及性傾向或性別認同；但是，根據《憲法》第7條規定：「中華民國人民，無分男女、宗教、種族、階級、黨派，在法律上一律平等」。2017年大法官在釋字第748號解釋中，認定該條所禁止的歧視事由，僅係例示，而非窮盡列舉。因此以其他事由，如身心障礙、性傾向等為分類標準，所為之差別待遇，亦屬本條平等權規範之範圍。
2009年制定的《公民與政治權利國際公約及經濟社會文化權利國際公約施行法》，其第2條規定「兩公約所揭示保障人權之規定，具有國內法律之效力。」，第3條指出「適用兩公約規定，應參照其立法意旨及兩公約人權事務委員會之解釋。」，第4條指出「各級政府機關行使其職權，應符合兩公約有關人權保障之規定，避免侵害人權，保護人民不受他人侵害，並應積極促進各項人權之實現。」
2011年制定的《住宅法》，第45條規定「居住為基本人權，任何人皆應享有公平之居住權利，不得有歧視待遇。 」，2016年修訂為第53條「居住為基本人權，其內涵應參照經濟社會文化權利國際公約、公民與政治權利國際公約，及經濟社會文化權利委員會與人權事務委員會所作之相關意見與解釋。」
2013年制定的《教育基本法》中，其第4條規定「人民無分性別、年齡、能力、地域、族群、宗教信仰、政治理念、社經地位及其他條件，接受教育之機會一律平等。」
2020年制定的《文化基本法》中，其第4條規定「人民享有之文化權利，不因族群、語言、性別、性傾向、年齡、地域、宗教信仰、身心狀況、社會經濟地位及其他條件，而受歧視或不合理之差別待遇。」
2023年制定的《社會福利基本法》中，其第4條規定「國家應肯認多元文化，國民無分性別、性傾向、性別認同、年齡、能力、地域、族群、宗教信仰、政治理念、社經地位及其他條件，接受社會福利之機會一律平等。」

## 承認同性關係
1995年4月7日，同志工作坊、我們之間、愛福好自在報等數個團體組成「同性戀人權促進小組」，發起「促進同性婚姻合法化聯署聲明」。
2003年10月，行政院法務部（陳定南為部長）提出《人權保障基本法》草案，草案提到「同性男女得依法組成家庭及收養子女」；但是法律效果不明，而且也遭到部份內閣成員反對，因此陷入僵局，草案最終未送交立法院審議。
2006年10月11日，民進黨立法委員蕭美琴提出《同性婚姻法》草案，獲38位立委連署提案。由於法案在院會的一讀程序，遭賴士葆、王世勛等23名立委反對，被退回程序委員會。10月31日，在程序委員會的會議遭到張慶忠阻擋，《同性婚姻法》草案被退回，無法排入院會議程。
2012年4月10日，台北高等行政法院首度開庭審理關於陳敬學和高治瑋婚姻登記的案件。為聲援陳敬學，尤美女委員在同年12月19日提出民法修正草案，進入一讀送入司法及法制委員會。2013年1月23日陳敬學和高治瑋，不滿司法系統拖延判決和安全考量為由，決定撤銷訴訟。同一年的下半年，祁家威接續婚姻登記的訴訟，向台北高等行政法院提出此案。
2013年10月25日，台灣伴侶權益推動聯盟將費時兩年起草的「多元成家立法草案」的第一部分，即婚姻民法修正案透過鄭麗君委員送交一讀，交付司法及法制委員會審查。2014年12月22日，司法及法制委員會排審「婚姻平權草案」，會中立委意見分歧，不少委員迴避拒審，以致審查並無進度。並在2016年1月第八屆立法會議結束後，因屆期不連續，而終止審查。
2015年11月，大約在大選前兩個月，民進黨總統候選人蔡英文宣布支持婚姻平權。2016年7月，第九屆立法院的幾位議員宣布，他們將在年底前在議會中提出法案。2016年10月，立法院包含民進黨、時代力量、國民黨部分立委再次推動婚姻平權草案。，同年11月8日法案在立法院進入一讀，法案送交司法及法制委員會，12月26日委員會完成審查，送交黨團協商。

### 各縣市開放同性伴侶註記

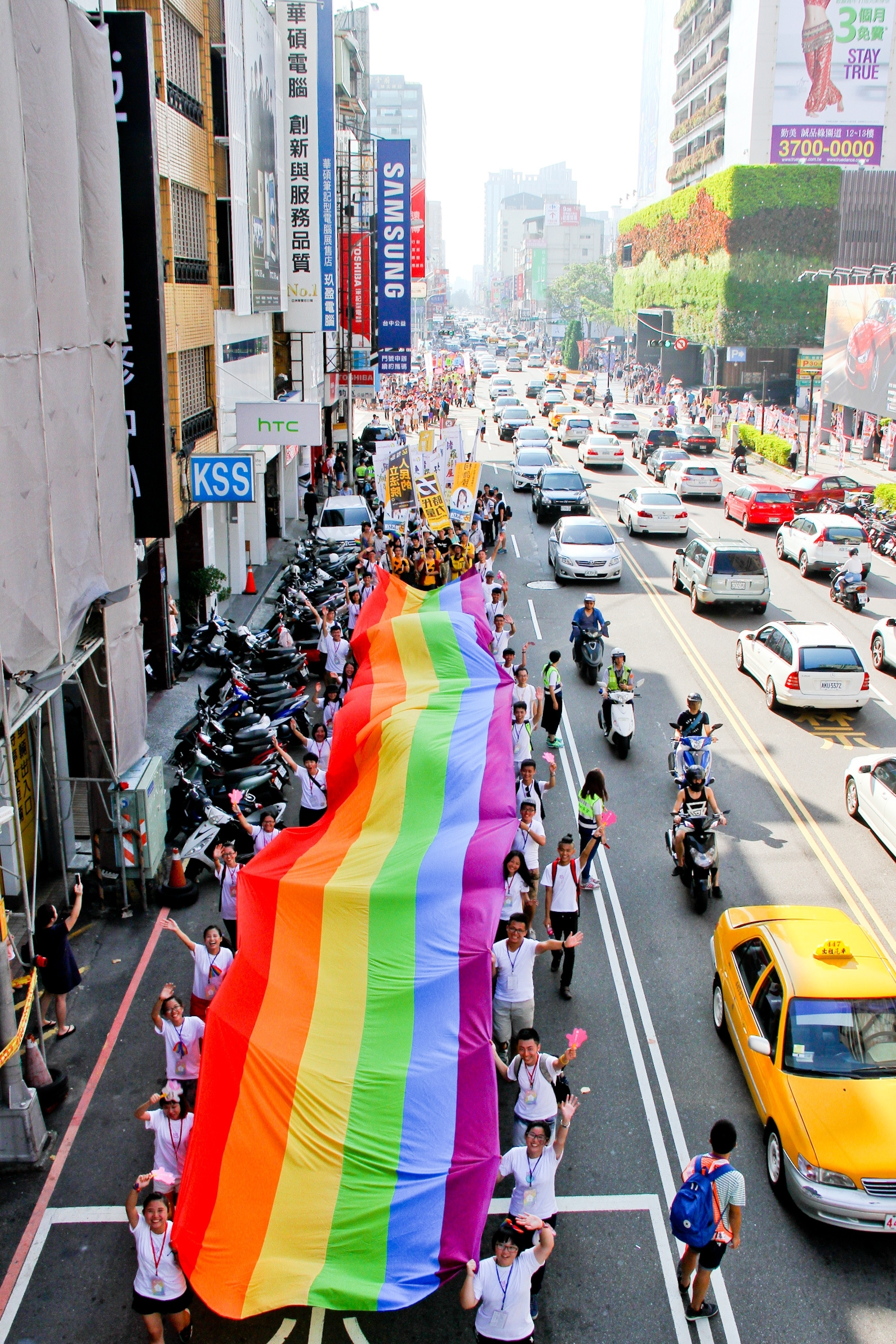
2015年的台中同志大遊行

2015年5月，高雄市政府宣布允許同性伴侶申請伴侶註記，日後分手也可刪除註記 。2015年6月17日，台北市成為台灣第二個實施同性伴侶註記的轄區。台中市於2015年10月效仿，接著是台南市和新北市於2016年2月1日，嘉義市於2016年3月1日，桃園市於2016年3月14日，彰化縣和新竹縣於2016年4月1日，宜蘭縣於2016年5月20日，和嘉義縣於2016年10月20日。到2017年7月上旬，新竹市、基隆市、金門縣、連江縣、苗栗縣、南投縣和屏東縣已經開始為同性伴侶提供註記服務。從2017年7月3日起，雲林縣、花蓮縣、台東縣和澎湖縣等其餘拒絕提供同性伴侶註記之縣市居民可以在其他城市為同性伴侶註記。截至2017年6月，總共註記了2,233對同性伴侶（即4,466個人），其中1,755對為女同性戀伴侶。
不過，同性伴侶註記僅是一種地方政府的行政措施，無法賦予同性伴侶實際上的法律地位。 因此，註記對於同性伴侶所提供的法律權益非常有限，如無法權以家庭護理假為由請假。 在台北市，得以家庭單位申請公共住宅（僅在台北）以及代表伴侶同意進行手術。
2019年5月24日可辦理同性結婚登記之後，已不再受理同性伴侶註記，如原有同性伴侶註記者，於辦理同性結婚登記後，該註記會被刪除。

### 司法院大法官解釋和全國性公投
2017年3月24日，司法院大法官於憲法法庭召開辯論庭，就聲請人祁家威（2013年向法院要求登記婚姻的訴訟被駁回，於2015年8月由伴侶盟代理向大法官聲請釋憲）及臺北市政府所提之釋憲案，進行言詞辯論。考慮現行《民法》未保障同性伴侶之婚姻，是否違反《中華民國憲法》對於平等權與婚姻自由之保護。 當天在法院出庭的人包括兩位聲請人之代理人（祁家威代理人許秀雯、台北市政府代理人廖元豪）、法務部部長邱太三，以及鑑定人政大法律系教授陳惠馨、政大法律系教授劉宏恩、台大法律系教授張文貞、台北大學法律系教授陳愛娥、中興大學法律系教授李惠宗。
司法院大法官於2017年5月24日公佈司法院釋字第七四八號解釋，該號解釋裁決民法婚姻規定未能達成同性伴侶婚姻自由之平等保護，已構成違憲，並宣告立法院應於兩年內完成相關法律之修正或制定，並附加但書若未能如期完成，則同性伴侶可以逕依現行民法之規定，向戶政機關登記辦理結婚登記。
2018年11月24日，中華民國全國性公民投票通過了民法婚姻限定一男一女（案次10），以及用民法規定外之形式保障同性伴侶權益（案次12）。，這兩案限制了同性婚姻不能直接修改民法，而必須以其他形式讓釋字第748號解釋得以實現。這兩個提案由基督教右派團體主導的下一代幸福聯盟提出，由婚姻平權公投推動小組提出的用民法婚姻章保障同性伴侶權益（案次14）沒有通過。在公投之前，行政院的意見書指「憲法保障同性間得以結婚之權利，已經司法院釋字第748號解釋確認，不會因本次公投結果而有所變更」，以及司法院釋字第748號解釋「並未限定須修正民法或以其他法律另定之。」
2018年11月29日，司法院發出聲明，指公民投票案創制之立法原則，據此程序審議完成之法律，仍屬法律位階，不得牴觸憲法，亦不得牴觸具有相當於憲法位階效力之司法院解釋。

### 立法院審議
行政院於2019年2月21日宣佈了一項法案，名為《司法院釋字第七四八號解釋施行法》，藉以迴避名稱之爭論， 並送交立法院進行立法程序。該草案是同性婚姻的法律基礎，賦予同性已婚伴侶幾乎所有授予《民法》已婚伴侶的權利 ，但該法在收養部份僅提及可收養其伴侶的親生子女，並排除姻親關係之適用。另一方面，該法的結婚年齡沒有性別差異（民法結婚年齡性別一致，是在2020年12月25日修正，於2023年1月1日施行），近親禁婚放寬為四親等以內，也沒有限制有責配偶不得訴請離婚的規定。
該草案由行政院提交，並再經民進黨黨團做文字微調後，由立法院批准。反對者所提出的另外兩項草案，分別由下一代幸福聯盟透過賴士葆和沈智慧提出，以及信望愛基金會透過林岱樺提出，在立法院二讀表決時未得到採用。
2019年5月17日，《司法院釋字第七四八號解釋施行法》經立法院三讀通過。蔡英文總統於2019年5月22日簽署該法案為法律，並於5月24日生效。使臺灣成為亞洲第一個全國性承認同性婚姻的國家。
在法案公布的2019年内，共有2939對同性伴侶締結婚姻。
| 政黨         | 贊成 | 反對 | 缺席 |
| ------------ | ---- | ---- | ---- |
| 民主進步黨   | 54   | 1    | 12   |
| 中國國民黨   | 7    | 23   | 4    |
| 時代力量     | 5    | -    | -    |
| 親民黨       | -    | 3    | -    |
| 無黨團結聯盟 | -    | -    | 1    |
| 無黨籍       | -    | -    | 2    |
| 總計         | 66   | 27   | 19   |

### 後續修法
2021年11月伴侶盟祕書長簡至潔表示：「從跨國同婚、親權收養到人工生殖等缺口，都仍待相關配套來補足。」。2023年陸續修法，解決跨國婚姻登記、共同收養的行政、法律障礙，不過目前仍未開放臺灣與中國大陸居民同性伴侶的婚姻登記。
2022年5月，行政院會通過法務部「司法院釋字第七四八號解釋施行法」部分條文修正草案。2023年1月1日起，配合民法修正成年之年齡為18歲，不用再經過法定代理人同意。
2023年11月21日，立法院通過「家庭暴力防治法部分條文修正案」，讓同性婚姻當事人與其配偶之四親等內親屬間發生家庭暴力時，亦受家暴防治法之規範。

### 跨國婚姻
2019年《釋字748號施行法》通過後，讓台灣成為亞洲第一個承認同性婚姻的國家，然而因婚姻成立要件要依各該當事人本國法，若對方母國不承認同性婚姻，依據涉外民事法律適用法第46條之規定，無法結婚。
2021年11月，台灣伴侶權益推動聯盟秘書長簡至潔指出，目前同性伴侶之跨國婚姻在台灣，因為其中一方國籍關係，產生不同的結果，形成了「一國四制」亂象。

#### 配偶國籍未承認同性婚姻而成功登記的首例
梁展輝於2017年從澳門移居台灣，此後一直與台灣伴侶丁則言住在一起。  2021年5月6日，台北高等行政法院宣判，因澳門民法典第24條、第30條、第48條等衝突法規定，澳門人之婚姻關係是採澳門人的屬人法－意即個人常居地法，台灣為其常居地，適用反致原則，戶政機關必須直接做成允許這對跨國同性伴侶結婚登記的行政處分。兩人獲悉勝訴後，在場外會見了記者。 「我希望透過今天的登記，讓政府理解到跨國同性伴侶至今沒有辦法登記結婚，是法律的缺口。」「法院證明了跨國同婚的延遲是違法的，婚姻登記應該要在戶政完成，而不是法院！」

#### 跨國婚姻承認
2023年1月19日，時任行政院長蘇貞昌於辭職前，以內政部公告新函釋（變更2019年5月22日函釋）的方式，解除之前部份跨國同婚的障礙，臺灣公民與外籍同性伴侶（含港澳地區居民，但不包括中國大陸）均可在臺登記結婚，無論對方國家是否承認同性婚姻。外交部於3月17日修正面談作業要點，解除境外面談的障礙，內政部於5月4日發函通知戶政辦理面談國家的婚姻登記。
2024年9月19日，內政部公告函釋，兩岸同性伴侶可比照「兩岸異性伴侶於第三地結婚」之相關規定，於承認同性婚姻的第三地結婚生效後，由相關機關進行面談通過並驗證相關證明文件，再向戶政機關辦理結婚登記。

## 收養和家庭

### 收養
同性伴侣可以合法收養。司法院釋字第七四八號解釋施行法（於2019年5月通過立法）賦予已婚同性伴侶收養與另一位伴侣有血緣關係的子女的權利。中華民國法律根據情況允許單身者（包括LGBT個人）收養。2023年5月16日，立法院三讀通過《司法院釋字第748號解釋施行法》第20條條文修正案，放寬同性配偶得予收養無血緣子女，包括一方收養他方養子女及共同收養第三人子女。

### 2022年1月：首宗同志無血緣收養
2022年1月，全台首例「同志無血緣收養」於信義區戶政事務所正式完成登記，由已婚男同志伴侶喵喵、圍圍與3歲女兒「肉肉」正式共組家庭。

### 2023年5月：修法同志家庭收養子女
2022年5月12日，立法院司法及法制委員會初審通過由朝野立委所提出的「司法院釋字第748號解釋施行法第20條條文修正草案」，讓同性配偶也能共同收養第三人子女，或由一方單獨收養他方養子女，相關規範準用民法收養之規定，此案仍須交由黨團協商，不過應僅就文字上酌為調整，修法方向不會改變。2023年5月16日立法院三讀通過司法院釋字第748號解釋施行法修正案，條文規定雙方當事人之一方收養他方之子女或共同收養時，準用民法關於收養之規定。

### 人工生殖
根據《人工生殖法》，輔助生殖技術僅適用於異性已婚伴侶。但是，中華民國艾微芙國際生殖醫學中心與美國史丹佛大學生育与生殖健康中心合作，已經營運了至少一个中心，自1990年代以来，該中心已經為中華民國自由地區的男女同性戀者提供了體外人工受精和精子代孕服務。

## 反歧視法規與措施
1993年12月，民進黨立法委員顏錦福召開公聽會，討論反歧視法與同性戀人權的議題。公聽會中有六個團體，包括台大男同性戀研究社、同志工作坊、我們之間、亞洲女同性戀聯盟、愛福好自在報，以及愛滋病防治團體Speak Out，共同發表一份反歧視與爭取同性戀人權的共同聲明。參與連署聲明的團體則有《島嶼邊緣》、婦女新知基金會和身體氣象館。聲明要求於《反歧視法》中列入保障同性戀權益之條款，並提出儘速讓同性戀者在人身安全上免於受警察取締之行政裁量權之侵害；同性戀者的工作權及受教育的權利不應被剝奪；衛生署應檢討對同性戀充滿歧視的愛滋防治政策。
司法院大法官在2001年發布的《釋字第535號解釋》中，明確規範警察不得無故任意臨檢，有助於同志人權保障；因為在過去數十年，中華民國警察常任意臨檢、騷擾、逮捕LGBT相關店家、業者與顧客。2004年，因葉永鋕事件而制定的《性別平等教育法》保障不同性傾向的師生能在校園中平等工作或受教，也規定教育機構應實施反性別歧視教育。2011年行政院版《性別平等教育法》修正通過，納入性別氣質和性別認同。具體來說，學校在入學、教學、評估等方面由於其性傾向或性別認同而歧視學生，可處新台幣十萬元的罰款。該法增加了有關性欺凌的新條款。學校有義務防止和報告針對某人的性傾向或性別認同的欺凌行為。
2007年，立法院通過了兩項關於禁止雇主因性傾向不同而拒絕僱用、採取差別待遇的僱傭法修正案。任何雇主違反《就業服務法》或《性別平等工作法》中的反歧視條款，將面臨新台幣三十萬元至一百五十萬元的罰款。2012年《高級中等學校建教合作實施及建教生權益保障法》，要求建教合作機構於建教生受訓期間，不得因其性別或性傾向而有差別待遇，並應防治性騷擾行為之發生，並準用性別工作平等法及其相關法規之規定。 
2010年3月，教育部宣布自2011年起，教科書中關於同志議題的內容應包括人權和反歧視內容；教育部表示，這項政策的目的在剷除歧視，因為「學生應在快樂的成長環境中學會包容與尊重」；然而這項政策也引發輿論爭議，臺北市教師會、臺北市國小學生家長會聯合會等團體認為在國小就實施同志議題教育時間過早，也有少數家長擔心如此可能造成「只教性別、不教尊重」的現象。對此，教育部除表示該政策的主旨在對抗歧視，將會和民眾繼續溝通協調外，也指出相關團體如臺灣真愛聯盟等刻意引用不實資訊，有違法之虞。最後由於來自反對LGBT權益團體的強烈反對，因此做出了妥協，原本認識自己的性取向單元，改成尊重多元性取向。教育部在2018年全國公民投票第十一案通過後，將性別平等教育法施行細則之同志教育改為「認識及尊重不同性別、性別特徵、性別特質、性別認同、性傾向教育，及性侵害、性騷擾、性霸凌防治教育」。行政院意見書在公投前，稱「政府將尊重依法所進行之公投結果，並在符合憲法平等權保障之前提下，以合宜方式推展促進性別平等之教育」。
中華民國的媒體過去對LGBT經常有汙名化與標籤化的報導，中華民國同志壓力處境調查顯示，媒體的不友善為同志的第三大壓力源。NCC於2012年通過《廣電媒體製播涉及性別相關內容指導原則》，建議廣電媒體應就「避免造成偏見、歧視、物化、刻板印象或偏差性別觀念」、「以正面、積極、多元的方式呈現性別角色」等原則，於相關自律倫理規範中訂定具體落實之執行細節。依《衛星廣播電視法》第22條要求，所建立的自律機制《中華民國衛星廣播電視事業商業同業公會新聞自律執行綱要》列出「新聞報導應避免歧視。包括對種族、族群、國籍、膚色、階級、出生地、宗教、性別、性傾向、 婚姻狀況、身心障礙者及所有弱勢者，在文字、聲音、影像、及動畫影片上均不得有歧視表現。」，並指新聞應以客觀、非歧視字眼報導同志新聞，不應犯罪化、病態化，避免社會污名烙印。報紙媒體中訂有自律規範的為蘋果日報的《蘋果日報新聞自律執行綱要》，列出「新聞報導應避免以歧視字眼報導性別（包括生理性別、性別氣質、性別認同和性傾向在內）與弱勢族群新聞，避免社會污名烙印。」
2015年5月15日由立法院三讀通過《長期照顧服務法》，明訂「長期照顧服務之提供不得因服務對象之性別、性傾向、性別認同、婚姻、年齡、身心障礙、疾病、階級、種族、宗教信仰、國籍與居住地域有差別待遇之歧視行為」，將長期照顧服務納入反性傾向歧視範疇。

## 跨性別權益
1988年，政府與醫療界經過多年討論，由文榮光醫師和馮榕醫師訂定出適合接受變性手術的標準。在手術前，則要取得兩位精神科專科醫師的證明書後，才得以施行手術。並在摘除原生性器官，重建另一性別之性器官之後，向戶政事務所要求變更法定性別。
2002年，跨性別維權人士蔡雅婷 （页面存档备份，存于）未成功向總統辦公室請願，允許她使用一張能代表她在中華民國國民身分證上的實際樣貌的照片。
2008年11月，經台灣TG蝶園的倡議，行政院衛生署於2008年10月13日召開會議，將變性要件放寬至完成「摘除」階段。內政部依據衛生署的決定，在一项行政命令规定，法定性別變更必須要有摘除手術完成診斷書和二位精神科專科醫師評估鑑定之診斷書，不再要求「須重建另一性別的性器官」。2014年底讨论了取消手术要求的计划，但没有实施。2019年10月，一名跨性别女性试图更改其国民身份证上的指定性别。她当地的户籍办公室拒绝了她的要求，因为她只提供了性别不安的诊断证据，并没有提供变性手术的证据。向她的当地政府訴願没有成功。台北市高级行政法院于2021年9月对此案作出裁决，允许她在没有变性手术证据的情况下将其性别列为女性。台北高等行政法院根据宪法作出决定強迫手術嚴重侵害當事人身體健康完整、人格權與人性尊嚴。此外，法院引用了以前的法律解释，得出结论認為基本权利的限制必须通过法律进行或以法律为根据。
2013年8月，台灣政府決定不撤銷一對跨性別吳伊婷與吳芷儀的婚姻關係，這是台灣首次同性婚姻成功的案例。
2016年8月，一位軟件程序員唐鳳被蔡政府任命為政務委員，並成為台灣第一位跨性別閣員，也是中華民國第一位數位政委。她擔任無專職閣員的職務（即不負責任何部門），負責通過數位方法幫助政府機構傳達政策目標和管理政府發布的信息。
2018年1月，宣佈計劃在不久的將來在身份證件（例如護照和國民身份證）上另開男、女之外的「第三性別」選項。 國家發展委員會部長陳美玲於2018年11月宣布晶片身份證計畫，規劃於2020年生效。 行政院在2021年基於民間對於自我資訊保護之要求，宣佈暫緩數位身分證發行計畫，待完善法制後再推動 。
2020年的一項調查發現，台灣有55%跨性別者害怕使用公共廁所，有19％受到騷擾或在公共場所遭到襲擊，還有16％害怕向警察求助。

## 性傾向扭轉治療
臺中市性別平等委員會於2016年5月17日通過提案，認為以任何形式（醫療或民俗方法）進行多元性傾向矯正治療違反了《醫師法》和《心理師法》，在會議中決議提請衛福部函釋禁止。台中市政府衛生局也於5月13日行文呼籲醫療單位，應尊重多元性別，提供具實證基礎的醫療服務。
卫生福利部于2016年12月30日宣布起草《医师法》修正案，禁止性傾向扭轉治療。台灣精神醫學會和人权组织建议禁止进行性傾向扭轉治療。原定2017年8月公告，不過，由於反对LGBT權利的团体多次發起抗議，試圖阻擋和拖延，禁止性傾向扭轉治療的政策陷入僵局。
卫生福利部後來沒有推動修法，而是在2018年2月22日以行政函釋的方式禁止。衛福部行文给所有地方卫生部門，指出性傾向扭轉（迴轉）治療不應視為治療，也不應該歸屬為醫療行為，如有任何機構或人員執行，應依據實質內容、事實，認定是否違反《兒童及少年福利與權益保障法》，或《刑法》第304條強制罪等相關法規處辦。衛福部表示性傾向扭轉並不是醫療行為，因此最後決定用函釋方式禁止。

## 兵役
中華民國國軍的軍事法規，無任何明文限制同性戀者入伍服役的政策，不過據2002年的〈性傾向歧視在台灣〉一文，報考軍事院校入伍者的志願役官兵，有可能在入學測驗、就讀軍事院校、分發部隊服役面臨性傾向歧視。另外，國民黨立委羅世雄在2002年質詢國防部時提到：「役男如為同僚舉發為同性戀，會遭部隊列為安全考核對象，志願役軍、士官則有人因為是同性戀被記過，並遭部隊施壓退伍，但大部分部隊均以睜隻眼閉隻眼態度管理，只要不是在營區內發生性行為或公然表示自己性傾向，多半不予處理。」
1993年初，國防部決定役男體檢時，若出具醫院精神科醫生所開證明，並經軍醫複核，同性戀者可判定為「性心理異常」體位而免服兵役。後來擔心有人假冒以逃避兵役，又將同性戀列為難以判定的戊等體位，要補行兩年兩次的複檢。到了1994年3月，國民黨立委洪昭男提出質詢，認為同性戀非屬疾病，不符合免服兵役條件，國防部在壓力之下收回該項政策。2001年時，憲兵司令部曾通過《憲兵兵員甄選實施計畫》禁止同性戀者擔任憲兵，理由是「便於生活管理及照顧的需要」。這項政策在2002年5月引起同志團體如臺灣同志諮詢熱線協會、性別人權協會、晶晶書庫等發起抗議遊行，認為這是用似是而非的說辭，掩飾與合理化國防部的差別待遇，應立即廢除；國防部長湯曜明隨後表示將廢除此法，並加強相關人權教育。
國防部軍事發言人虞思祖少將在2010年表示：「臺灣兵制為徵募並行，依兵役法規定，只要符合入營條件，所有人一視同仁，沒有特別強調或凸顯性別傾向問題」。然而，雖偶有軍人會低調出櫃，但和義務役相比，職業軍人比較隱諱，因為陞遷機會僧多粥少，不希望影響到仕途，而少數出櫃的軍人，有時仍可能受到來自長官或同袍的騷擾。
2017年，軍事教育節目莒光園地製作了心輔單元劇《彩虹》，聚焦男同志在軍中性傾向受壓迫的議題。國防部發言人陳中吉表示，這是心輔單位在官兵遇到困難時，強調性別尊重態度，給予傾聽、關懷與協助的過程，是心輔工作的一環。
開放同性婚姻後，2020年12月英國BBC選出亞洲2020年10個重要事件，其中台灣首次有同志新人參與10月30日國軍聯合婚禮入選
跨性別女性若未完成變更法律性別程序，可以藉由「性心理異常」體位申請義務役免役，不過每年僅有0.025%，也就是大約50人，申請免役成功。目前，完成變性手術者，為免役體位，可能無法成為職業軍人。

## 捐血
根據《捐血者健康標準》第5條之規定，曾有過男性間性行為者永不得捐血。2018年期間，衛生福利部曾有意放寬此規定，由「永不得捐血」修改為「五年內無男性間性行為者可捐血，但因引起民間團體反對聲浪，便暫緩實施。

## 台湾LGBT生活環境
2003年11月1日，第一屆台灣同志遊行是華人社會中第一次的同志遊行，有1000多人参加。从那时起，它每年举行一次。早年，许多参加者戴着口罩隐藏自己的身份，因为同性恋在台湾仍然是社会禁忌。这些年来，这种情况已逐渐改变。2010年的遊行吸引了30,000名与会者，并增加了媒体和政治关注，突显了台湾LGBT人士的被接受程度日益提高。自2010年以来，高雄还举行了一次骄傲游行。这个城市的第一个骄傲遊行吸引了2000多人。台中市也举行骄傲游行，2016年台中市吸引了20,000人。2017年台湾骄傲游行有大约123,000人参加。2018年的游行有137,000人参加。
在同性婚姻公投之后的几天里，臺灣同志諮詢熱線協會接到的熱線電話激增40％，特別是青年人群。

### 影視出版
男女同志在文学和电影作品中的代表也有助于提高公众对男女同志的认识，并促进台湾的男女同志权利。1970年代，出版了一些有关同性恋的小说。白先勇是最杰出的作家之一，他在小说中介绍了同性恋角色，其中最著名的是《孽子》。台灣同志劇情電影自1985年出現第一部描寫同性情愫的《孤戀花》。同性恋电视连续剧和电影在台湾和华语的同性恋社区中引起了极大的关注。例子包括电视连续剧《孽子》（改编自白先勇的小说）、电影《藍色大門》、《十七歲的天空》及《盛夏光年》等作。
金馬國際影展於1992年首次開辦同志影展專題。台灣電影創作上，李安的《囍宴》（1993）獲柏林影展金熊獎、蔡明亮橫掃國際影展的《愛情萬歲》（1995）、《河流》（1997）以及林正盛的《美麗在唱歌》（1997）獲頒坎城影展會外賽金棕櫚獎等，都是國際留名之作。2005年，台湾导演李安执导了同志西方电影《断背山》，获得了很高的评价和奥斯卡金像奖。由周美玲执导的女同性恋电影《刺青》在2007年柏林国际电影节上放映。它获得了泰迪熊獎最佳同性恋故事片奖。2017年，軍事教育節目莒光園地製作了心輔單元劇《彩虹》，聚焦男同志在軍中性傾向受壓迫的議題。
隨著社會的發展，偶像劇亦展現其進步性。即使劇中多數同志角色仍然具有傳統刻板印象，但偶像劇在呈現同志的方式更加多元、開放。

### 企業
2011年，台中市一中商圈一中西門町的住商大樓遭到其「社區管理委員會」施壓，房東因此拒絕續租給同志健康文化中心「彩虹天堂」（後立案為全國性社福機構「台灣基地協會」）。該社區管委會的管理規約記載房東不得租給「同性戀俱樂部」、「中輟生社福團體」，以此為由，將彩虹天堂列為不受歡迎店家，不能在社區租賃房屋。事件發生後，「彩虹天堂」已遷移到附近的辦公大樓，並號召民眾參加「中台灣同志大遊行」，爭取同志權益。
同志人權法案遊說聯盟邀請企業簽署「反歧視宣言」與「同志人權公約」，承諾不得對LGBT員工及其家屬有任何形式的歧視、並且提供LGBT伴侶或配偶與異性戀等同的企業福利。簽署企業包括白金科技股份有限公司、FlyingV昂圖股份有限公司、德臻法律事務所、杰德創意影音管理股份有限公司、Nexdoor 宇軒數位有限公司、好孩子國際娛樂有限公司。

### 政治

#### 政治人物
1995年12月莊松富以公開同志身份，參選台北市南區（大安、文山區）立委選舉，但未當選。2001年，詹銘洲於高雄市參選立委，2006年於臺北市參選市議員，皆未當選。其他參選者還有台灣綠黨的王鐘銘、梁益誌等。
不過，臺灣政壇直至2018年中華民國地方公職人員選舉中才首次出現當選的LGBT政治人物。如社會民主黨台北市議員苗博雅、無黨籍台北市議員林穎孟（當選時為時代力量）和無黨籍臺北市議員邱威傑，以及民進黨高雄市議員黄捷（當選時為時代力量）。唐聖捷（競選時為時代力量黨籍）則是在2022年11月11日，因同選區議員何淑峯收賄案定讞解職，依法遞補為新北市議員。黄捷在2024年當選為立法委員。

#### 政黨態度
臺灣在解嚴走向民主化後，兩個主要政黨國民黨和民進黨，對同志運動相關議題的支持，在早期皆抱持較為保留的態度，試圖在基督宗教團體和LGBT團體之間保持某種等距關係。不過，兩大黨皆有支持同志權益的政治人物，有時候也會提出一些同志政見，或在執政縣市支持同志活動。1998年11月，同志團體邀請台北市市長選舉候選人馬英九、陳水扁與王建煊簽署《同志人權宣言》，其中馬英九和陳水扁均表示支持，王建煊則拒絕簽署。
2000年，當時總統陳水扁接見來台訪問的美國同志運動人士與台灣同志社團代表，其後更公開支持代表提出的四項人權要求（安全和人權、教育人權、工作權、總統公開表態支持），是台灣第一位接見並支持訴求的總統；同年，台北市政府民政局（當時市長是馬英九）以常態預算科目編列新台幣一百萬元舉辦「台北同玩節」，是第一個由官方編列預算的同志活動。
不過，性別團體和同志團體也曾經譴責來自兩大黨的政治人物，以影射他人性傾向的方式作政治攻擊和鬥爭，馬英九、蔡英文都曾經是遭到這些影射攻擊的對象。
在2013年有同志團體推動婚姻平權和多元成家運動以後，對於同性婚姻的議題，民進黨較為支持，許多政治人物都表態相挺，不過黨內也有較為保留的聲音；國民黨的態度，則多為反對或沉默不表態，但也有少數幾位堅定支持的政治人物。
民進黨黨主席蔡英文在2015年同志遊行時，於FB發文支持婚姻平權。2016年在FB首度以總統身分表達支持婚姻平權。同時在民進黨內部，民進黨中常會已通過中央黨部黨務工作人員服務辦法，若黨工和其伴侶為縣市戶政註記中「同性伴侶」關係，可適用服務辦法「配偶」、「婚姻」及「家庭成員」權利條文。另外，基於民進黨過去對各項人權議題的聲援和關注，有許多民進黨立委支持同性婚姻的立法，如尤美女、鄭麗君、蕭美琴、段宜康、陳其邁、鄭運鵬、林淑芬、林靜儀、范雲、賴品妤、高嘉瑜、林昶佐（前時代力量，2023年11月下旬入民進黨）等。
國民黨方面，前任黨主席、前總統馬英九曾表示支持同志權益，但對同性婚姻立法則抱持較為保留的態度。國民黨內有許多中常委反對同性婚姻，國民黨青年團是黨內較為支持婚姻平權的單位。國民黨立委之中，對此議題多持反對或不表態的立場，並對性別平等教育中的「同志教育」持反對態度。少數支持同性婚姻立法者有許毓仁、蔣萬安、林奕華、李彥秀、柯志恩、游毓蘭等。
其他政黨方面，時代力量、台灣綠黨、社會民主黨等政黨皆明確支持同性婚姻。信心希望聯盟则对此持反对态度，并曾发动“守护家庭公投”以反对同性婚姻。

### 宗教
兔兒神是道教（中國民間信仰）中的神祇，專司人間男悅男之事。2006年，道士盧威明在新北市永和區為兔兒神創建了一座寺廟。每年約有近9000人，前往廟宇祈求姻緣，希望能找到適合的另一半。 
據行政院執行的「我國多元性別(LGBTI)者生活狀況調查」，針對臺灣同性戀、雙性戀、跨性別和雙性人在2022年10月、11月進行的網路問卷調查，一共回收13,104份，在樣本群體中，無宗教信仰佔43.57%，民間信仰佔21.54%，佛教佔13.53%，道教佔12.35%，一貫道佔1.17%，天主教佔0.82%，基督教（新教）佔5.63%，伊斯蘭教佔0.21%，泛靈信仰佔0.18%。

## 反應
台灣婦女團體全國聯合會和公民憲政推動聯盟于2006年4月发布的一项对6439名成年人的调查显示，有75％的人认为「同性恋关系是可以接受的」，而25％的人认为「同性恋关系是不可以接受的」。
2012年《臺灣社會變遷基本調查計畫》指出55%受訪者贊成應立法保障同志合法結婚權，37%反對，其中以年輕族群對於婚姻平權特別支持。
2013年的一项在线民意调查显示，台湾有53％的人支持同性婚姻。在线调查显示，有76％的人赞成性傾向平等。
根據一份2014年的研究，臺灣社會普遍接納同志，不會因其性傾向而拒絕與他們交友、求職等權利，多數反對對同志的種種刻板印象。然而問及若自己子女是同志時，其意見則明顯保留。
2015年5月，LGBT社交网络PlanetRomeo发布了首个同性恋幸福指数（GHI）。询问了来自120多个地区的男同性恋者，他们对社会对同性恋的看法有何看法，如何体验被他人对待的方式以及对生活的满意度。台湾以54分的GHI得分排名第34。
2015年的一项在线民意调查显示，有59％的受访者贊成允许同性伴侣建立「類似婚姻」关系的立法，其中有75％的受访者支持同性婚姻。
2020年的民調顯示同性婚姻立法滿1年，當問及是否對社會有影響，有50.1%民眾表示沒有影響，11.9%認為有正面影響，28.4%認為有負面影響。 
臺灣在LGBT權益和同志運動的反對聲浪主要以基督教右派背景的保守派團體為主，主要政黨內部亦有反對的聲音。
2025世界同志遊行原訂在台舉行，由於國際組織InterPride拒絕台灣主辦方以Taiwan為活動命名，因此決定停止舉辦 WorldPride Taiwan 2025。

## 匯總表
| 項目                                                   | 合法性 |
| ------------------------------------------------------ | --- |
| 同性性行為合法性                                       | （從未非法）                                                                                               |
| 承諾年齡可發生性關係的法定年齡一致                     | （自始一致）                                                                                               |
| 反歧视法適用於就业领域                                 | （自2007年）                                                                                               |
| 反歧视法適用於教育领域                                 | （自2004年）                                                                                               |
| 反歧視法適用於商品及服務法規                           | 否 |
| 反歧視法適用於所有其他領域（包括：間接歧視、仇恨言論） | 否 |
| 同性婚姻                                               | （自2019年）                                                                                               |
| 承認同性間的伴侶關係                                   | （全國自2019年）                                                                                           |
| 同性伴侣可繼親收養                                     | （自2019年）                                                                                               |
| 同性伴侶可共同收养                                     | （自2023年）                                                                                               |
| 無論性取向，單身人士可收養子女                         | 是 |
| 允许LGBT人士参军                                       | 是 |
| 跨性別群體可公開從軍服役                               | / (按照身分證的性別。另外變性人屬免疫體位，可能無法成為職業軍人)                                           |
| 改变法定性别的权利                                     | （自1988年，要取得兩張精神科診斷證明書並完成變性手術。自2021年，有台湾法院判决無須手术要求，效力限於個案） |
| 第三性别选项                                           | 否 |
| 未成年雙性人免受性別指定手術的保护                     | 否 |
| 法律禁止迴轉治療                                       | （自2018年）                                                                                               |
| 女同性恋伴侶可以使用试管婴儿                           | （僅開放有不孕症和重大遺傳疾病之異性配偶）                                                                 |
| 出生後雙親自動擁有親權                                 | 否 |
| 男同性恋者的商业代孕                                   | （未開放任何代孕）                                                                                         |
| 跨越穿著行為合法性                                     | 是 |
| 家庭暴力適用同居關係                                   | 是 |
| 允許男男性行為者（MSM）進行捐血                        | No |
| 外國人士後天免疫缺乏症候群感染者入境                   | 是 |